# Joshua L. Liebman
Joshua Loth Liebman (1907, Hamilton, Ohio, USA – 9. června 1948) byl americký reformní rabín a spisovatel. Nejvíce jej proslavila jeho kniha Pokoj v duši (angl. Peace of Mind), která se v USA po více než rok udržela na první pozici mezi nejprodávanějšími knihami.
Studoval na univerzitě v Cincinnati, kterou absolvoval ve věku 19 let. Poté získal doktorát na Hebrew Union College. V letech 1934–1939 byl rabínem v synagoze KAM Isaiah Israel v Chicagu. Poté se stal rabínem reformní synagogy Temple Israel v Bostonu.
Jeho kniha Pokoj v duši vyšla v roce 1946. Jejím cílem bylo pomoci lidem nalézat vnitřní klid díky společnému působení náboženství a psychologie. Ještě v době, kdy byla kniha stále bestsellerem, Liebman v červnu 1948 ve věku 41 let zemřel na srdeční selhání.
| „                   | Pokud je člověk trýzněn příliš přísným svědomím, jestliže se nikdy nenaučil umění pravé sebelásky, nýbrž je otrokem násilnického, chamtivého a nenasytného sobectví, je-li štván stíny vnitřního strachu, nikdy se poctivě nepostavil zármutku, ani se nenaučil jej překonávat, jestliže prchá před dospělostí a odmítá dospělou odpovědnost, nedokáže vytvořit dobrý život pro sebe nebo Boží společenství pro bližní. | “ |
| — Joshua L. Liebman | |   |